# Lijst van attracties in Disney's Hollywood Studios
Deze pagina bevat een lijst met (voormalige) attracties in het Amerikaanse attractiepark Disney's Hollywood Studios.

## Huidige attracties
| Naam                                       | Themagebied              | Opening                    | Attractietype                     | Afbeelding | Wachtrij-optie                      |
| ------------------------------------------ | ------------------------ | -------------------------- | --------------------------------- | ---------- | ----------------------------------- |
| Alien Swirling Saucers                     | Toy Story Land           | 30 juni 2018               | Demolition Derby                  |            | * FastPass+ (Tier 1)                |
| Millennium Falcon: Smugglers Run           | Star Wars: Galaxy's Edge | verwacht: 29 augustus 2019 | Interactieve simulator            |            |                                     |
| Muppet*Vision 3D                           | Grand Avenue             | 16 mei 1991                | 4D-film                           |            | * FastPass+ (Tier 2)                |
| Rock 'n' Roller Coaster Starring Aerosmith | Sunset Boulevard         | 29 juli 1999               | Stalen, overdekte lanceerachtbaan |            | * Single rider * FastPass+ (Tier 1) |
| Slinky Dog Dash                            | Toy Story Land           | 30 juni 2018               | Stalen lanceerachtbaan            |            | * FastPass+ (Tier 1)                |
| Star Tours - The Adventures Continue       | Echo Lake                | 20 mei 2011                | Simulator                         |            | * FastPass+ (Tier 2)                |
| Star Wars Launch Bay                       | Animation Courtyard      | 4 december 2015            | Paviljoen                         |            |                                     |
| Star Wars: Path of the Jedi                | Echo Lake                | 4 december 2015            | Film                              |            |                                     |
| Star Wars: Rise of the Resistance          | Star Wars: Galaxy's Edge | verwacht: 5 December 2019  | Darkride                          |            |                                     |
| Toy Story Mania!                           | Toy Story Land           | 31 mei 2008                | Interactieve darkride             |            | * FastPass+ (Tier 1)                |
| The Twilight Zone Tower of Terror          | Sunset Boulevard         | 22 juli 1994               | Vrije val                         |            | * FastPass+ (Tier 1)                |
| Walt Disney Presents                       | Animation Courtyard      | 8 september 2017           | Museum                            |            |                                     |

## Gesloten attracties
| Naam                                                               | Themagebied         | Opening          | Sluiting          | Attractietype | Afbeelding |
| ------------------------------------------------------------------ | ------------------- | ---------------- | ----------------- | ------------- | ---------- |
| Academy of Television Arts & Sciences Hall of Fame Plaza           | Echo Lake           | 1994             | 2016              | Beeldentuin   |            |
| Honey, I Shrunk the Kids Movie Set Adventure                       | Streets of America  | 17 december 1990 | 2 april 2016      | Speeltuin     |            |
| Journey into Narnia: Creating The Lion, the Witch and the Wardrobe | Animation Courtyard | 9 december 2005  | 1 januari 2008    | Walkthrough   |            |
| Journey into Narnia: Prince Caspian                                | Animation Courtyard | 27 juni 2008     | 10 september 2011 | Walkthrough   |            |
| Sounds Dangerous!                                                  | Echo Lake           | 22 april 1999    | 18 mei 2012       | Film          |            |
| Star Tours                                                         | Echo Lake           | 15 december 1989 | 7 september 2010  | Simulator     |            |
| Studio Backlot Tour                                                | Streets of America  | 1 mei 1989       | 27 september 2014 | Rondrit       |            |
| The Great Movie Ride                                               | Hollywood Boulevard | 1 mei 1989       | 13 augustus 2017  | Darkride      |            |
| The Legend of Captain Jack Sparrow                                 | Animation Courtyard | 6 december 2012  | 6 november 2014   | Walkthrough   |            |
| The Magic of Disney Animation                                      | Animation Courtyard | 1 mei 1989       | 12 juli 2015      | Museum        |            |
| The Making of the Haunted Mansion                                  | Animation Courtyard | november 2003    | 1 mei 2004        | Walkthrough   |            |